# Garland (Maine)
Garland és una població dels Estats Units a l'estat de Maine (EUA). Segons el cens del 2000 tenia 990 habitants.

## Demografia
Segons el cens del 2000, Garland tenia 990 habitants, 379 habitatges, i 270 famílies. La densitat de població era de 10,1 habitants/km².
Dels 379 habitatges en un 34,8% hi vivien nens de menys de 18 anys, en un 59,4% hi vivien parelles casades, en un 6,9% dones solteres, i en un 28,5% no eren unitats familiars. En el 22,2% dels habitatges hi vivien persones soles el 8,2% de les quals corresponia a persones de 65 anys o més que vivien soles. El nombre mitjà de persones vivint en cada habitatge era de 2,61 i el nombre mitjà de persones que vivien en cada família era de 3,05.
Per edats la població es repartia de la següent manera: un 28,3% tenia menys de 18 anys, un 6,9% entre 18 i 24, un 29,5% entre 25 i 44, un 23,6% de 45 a 60 i un 11,7% 65 anys o més.
L'edat mediana era de 38 anys. Per cada 100 dones de 18 o més anys hi havia 100 homes.
La renda mediana per habitatge era de 27.500 $ i la renda mediana per família de 31.534 $. Els homes tenien una renda mediana de 30.057 $ mentre que les dones 16.959 $. La renda per capita de la població era de 12.624 $. Entorn del 15,1% de les famílies i el 20% de la població estaven per davall del llindar de pobresa.